# 家长会
家长会是指由学校组织，邀请在校学生的家长到学校来与老师进行交流、沟通的一种会议。有些地方還會設立班級家長會、學校家長委員會等與家長會有關的組織。

## 主要目的
- 了解学生家长家庭状况。
- 了解学生家长基本信息。
- 沟通交流学生在校及在家表现表现。